# 亞斯納波利亞納 (新特羅伊茨凱市鎮)
46°23′30″N 33°59′32″E / 46.39167°N 33.99222°E
亞斯納波利亞納（烏克蘭語：Ясна Поляна）是位於烏克蘭南部的村莊，由赫爾松州海尼切斯克區的新特羅伊茨凱市鎮負責管轄。該村始建於1860年，面積22.2平方公里，海拔高度26米，2001年人口230，人口密度每平方公里10.4人。